# Chilo tumidicostalis
Chilo tumidicostalis là một loài bướm đêm trong họ Crambidae.